# Donald Sutherland
Donald McNichol Sutherland (17. července 1935 Saint John, Nový Brunšvik, Kanada – 20. června 2024 Miami, Florida, USA) byl kanadský herec, držitel dvou ocenění Zlatý glóbus a čestného Oscara za celoživotní dílo. Jedním z jeho potomků je herec Kiefer Sutherland.
Během svého života hrál ve více než 170 filmech a seriálech americké i evropské provenience. Mezi jeho první velké role patří Tucet špinavců nebo protiválečná komedie MASH režiséra Roberta Altmana, kde ztvárnil postavu kapitána Hawkeyeho Pierce.

## Kariéra
Už ve 14 letech začal pracovat v rozhlase. Absolvoval s vyznamenáním souběžné studium inženýrství a herectví, v 60. letech začal v Evropě získávat první filmové zkušenosti, hlavně v hororech. Jeho prvním „velkým“ filmem byl válečný Bedfordský incident (1965), kde šlo ještě o malou roli. Mezi hvězdy prorazil až v Aldrichově Tuctu špinavců, kde se neztratil vedle jmen jako Lee Marvin nebo Charles Bronson. Následovala řada výrazných rolí v dalších válečných nebo protiválečných snímcích – v té době se i osobně angažoval v hnutí proti válce ve Vietnamu. To ho sblížilo s Jane Fondovou, se kterou prožil krátký vztah a natočil thriller Klute.

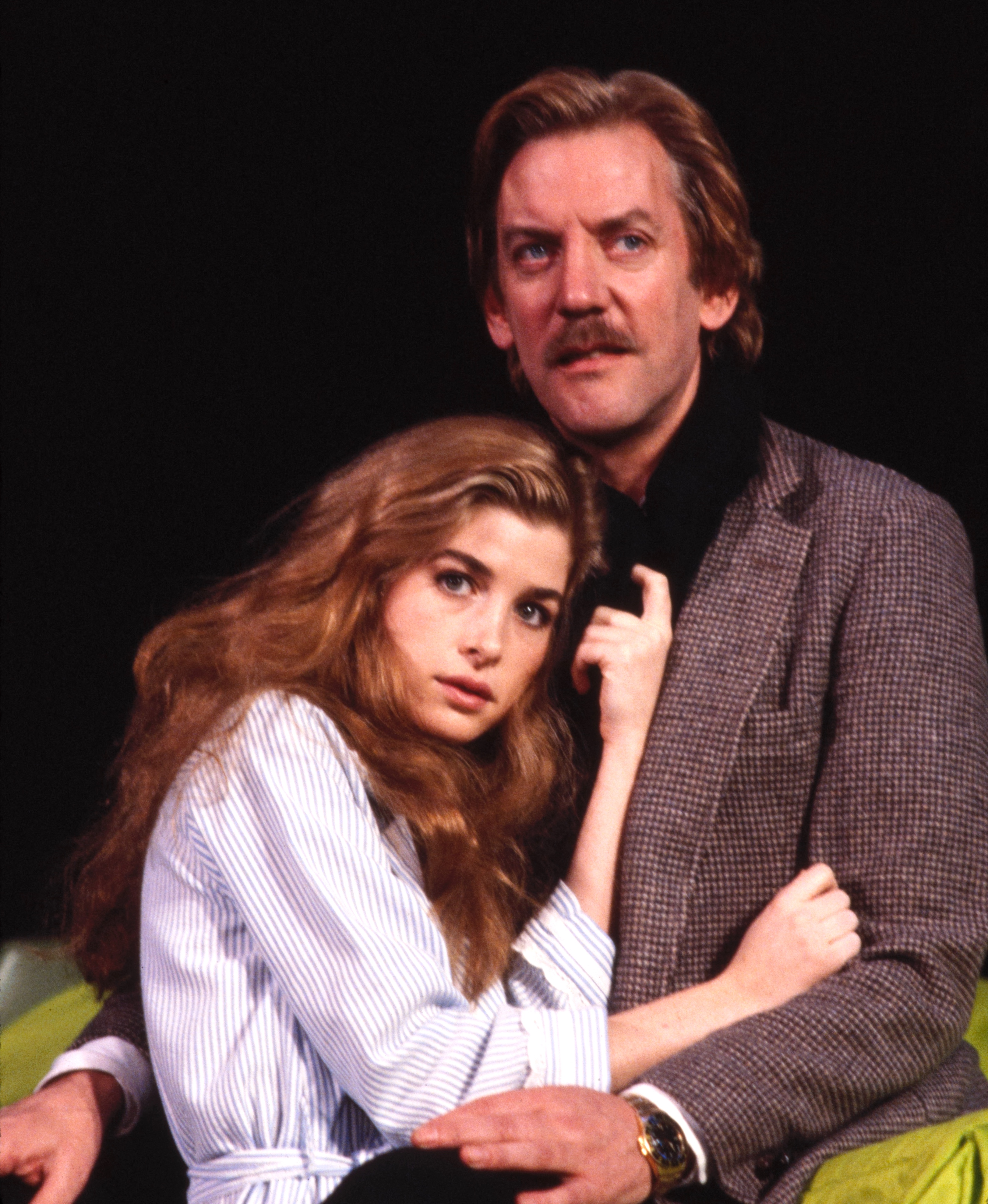
Roku 1981 při zkoušení Albeeho hry Lolita

V 70. letech se uplatnil v rozličných rolích ve významných filmech nejrůznějších žánrů, pracoval s proslulými režiséry jako John Schlesinger, John Sturges, Federico Fellini nebo Bernardo Bertolucci. Vybral si ho i Robert Redford do svého režijního debutu Obyčejní lidé. 
80. léta přinesla slabší období Sutherlandovy kariéry a spíše průměrné filmy. Více na výsluní se vrátil v 90. letech, kdy se přehrál do úloh ctihodných i nebezpečných patriarchů, imponujících hřívou bílých vlasů a skoro dvoumetrovou postavou; o hlavní role už se ale jednalo jen výjimečně. Jeho vrcholným výkonem tohoto období byl plukovník Fetisov v televizním thrilleru Občan X. 
Věnoval se i dabingu animovaných filmů a namlouvání komentářů k dokumentům. Pracoval až do vysokého věku, ještě roku 2023 se objevil v jedné z hlavních rolí ve filmu i seriálu. Roku 2018 obdržel čestného Oscara za celoživotní dílo.

## Osobní život a názory
Měl skotské, německé a anglické předky (Sutherland je jméno jednoho ze skotských tradičních hrabství a klanů).

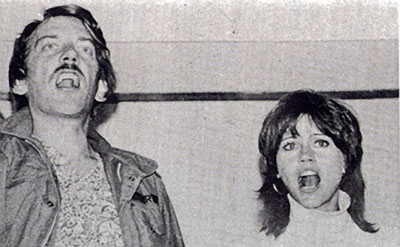
Sutherland a Jane Fondová v protiválečné show F.T.A.

Třikrát v životě se oženil – poprvé roku 1959 s Lois May Hardwickovou, bezdětné manželství bylo rozvedeno roku 1966. Ještě toho roku si vzal Shirley Douglasovou, dceru významného kanadského politika Tommyho Douglase. Měli spolu dvojčata (* 1966) – syna Kiefera (herec) a dceru Rachel (producentka). Už roku 1970 se však rozvedli a Donald měl následně dvouletý vztah s Jane Fondovou.
Teprve jeho třetí manželství vyšlo – roku 1972 si vzal frankokanadskou herečku Francine Racette a byli spolu přes padesát let, až do jeho smrti. Narodili se jim tři synové: Roeg (* 1974), Rossif (* 1978) a Angus Redford (* 1982). Všem synům Donald vybral jména na počest režisérů, s nimiž pracoval (Warren Kiefer, Nicolas Roeg, Frédéric Rossif, Robert Redford).
Herectví se věnuje i jeho vnučka, Kieferova dcera Sarah Sutherlandová. 
Při natáčení filmu Kellyho hrdinové roku 1969 v Jugoslávii Sutherland vážně onemocněl (spinální meningitida) a pro nedostatek léků v tamní nemocnici upadl do kómatu a prodělal klinickou smrt. Nakonec se ale zotavil.
Počátkem 70. let byl Sutherland velmi aktivní v americkém protiválečném hnutí. Z toho důvodu ho v letech 1971–1973 sledovala Národní bezpečnostní agentura, jak potvrdily dokumenty zveřejněné roku 2017.
Roku 2008 na svém blogu vyslovil podporu Baracku Obamovi.
Zemřel ve věku 88 let na Floridě.

## Filmografie (výběr)
- 1967 Tucet špinavců – Pinkley
- 1970 MASH – kapitán „Hawkeye“ Pierce
- 1970 Kellyho hrdinové – Oddball
- 1971 Johnny si vzal pušku – Ježíš
- 1971 Klute – John Klute
- 1973 Teď se nedívej – John Baxter
- 1975 Den kobylek – Homer Simpson
- 1976 XX. století – Attila
- 1976 Orel přistává – Devlin
- 1976 Casanova Federica Felliniho – Giacomo Casanova
- 1978 Animal House – Dave Jennings
- 1978 Invaze zlodějů těl – Matthew Bennell
- 1978 První velká vlaková loupež – Agar
- 1980 Obyčejní lidé – Calvin Jarrett
- 1984 Koumáci – Weslake
- 1989 Kriminál – Warden Drumgoole
- 1991 JFK – X
- 1991 Oheň
- 1992 Buffy, zabíječka upírů
- 1995 Smrtící epidemie
- 1995 Občan X – plukovník Fetisov
- 1996 Čas zabíjet
- 1997 Hon na Šakala
- 2000 Vesmírní kovbojové – Jerry O'Neill
- 2001 Vzpoura
- 2003 Loupež po italsku
- 2003 Návrat do Cold Mountain
- 2005 Pýcha a předsudek – pan Bennet
- 2007 Dirty Sexy Money (TV seriál)
- 2008 Bláznovo zlato
- 2010 Pilíře země
- 2012 Hunger Games – prezident Snow
- 2013 Hunger Games: Vražedná pomsta
- 2013 Bez hranic (TV seriál)
- 2013 Jappeloup
- 2013 Nejvyšší nabídka
- 2014 Hunger Games: Síla vzdoru 1. část
- 2015 Hunger Games: Síla vzdoru 2. část
- 2017 Krásný únik
- 2018 Trust (TV seriál)
- 2018 Důkaz muže
- 2019 Ad Astra
- 2020 Alone
- 2020 Mělas to vědět (TV seriál)
- 2022 Moonfall
- 2022 Swimming with Sharks (TV seriál)
- 2022 Telefon pana Harrigana
- 2023 Miranda's Victim
- 2023 Ozi: Hlas pralesa (hlas)
- 2023 Strážci zákona: Bass Reeves (TV seriál)